# 17023 Abbott
A 17023 Abbott (ideiglenes jelöléssel 1999 EG) a Naprendszer kisbolygóövében található aszteroida. John Broughton fedezte fel 1999. március 7-én.